# Time Will Crawl
"Time Will Crawl" é uma canção escrita e gravada pelo músico britânico David Bowie, tendo sido lançada como o segundo single do álbum Never Let Me Down, de 1987. O single chegou ao n°33 nas paradas britânicas e ao n°7 na Mainstream Rock Tracks, da Billboard, nos EUA. Produzida por Bowie e David Richards, a faixa trata da destruição do planeta devido à poluição e à indústria; o desastre de Chernobil foi uma influência direta para a letra.

## Créditos
- Produtores:
  - David Bowie
  - David Richards
- Músicos:
  - David Bowie – vocais
  - Carlos Alomar – guitarra
  - Sid McGinnis – guitarra
  - Erdal Kizilcay – baixo, bateria, teclado